# Bekko
De Bekko is een Koivariëteit.

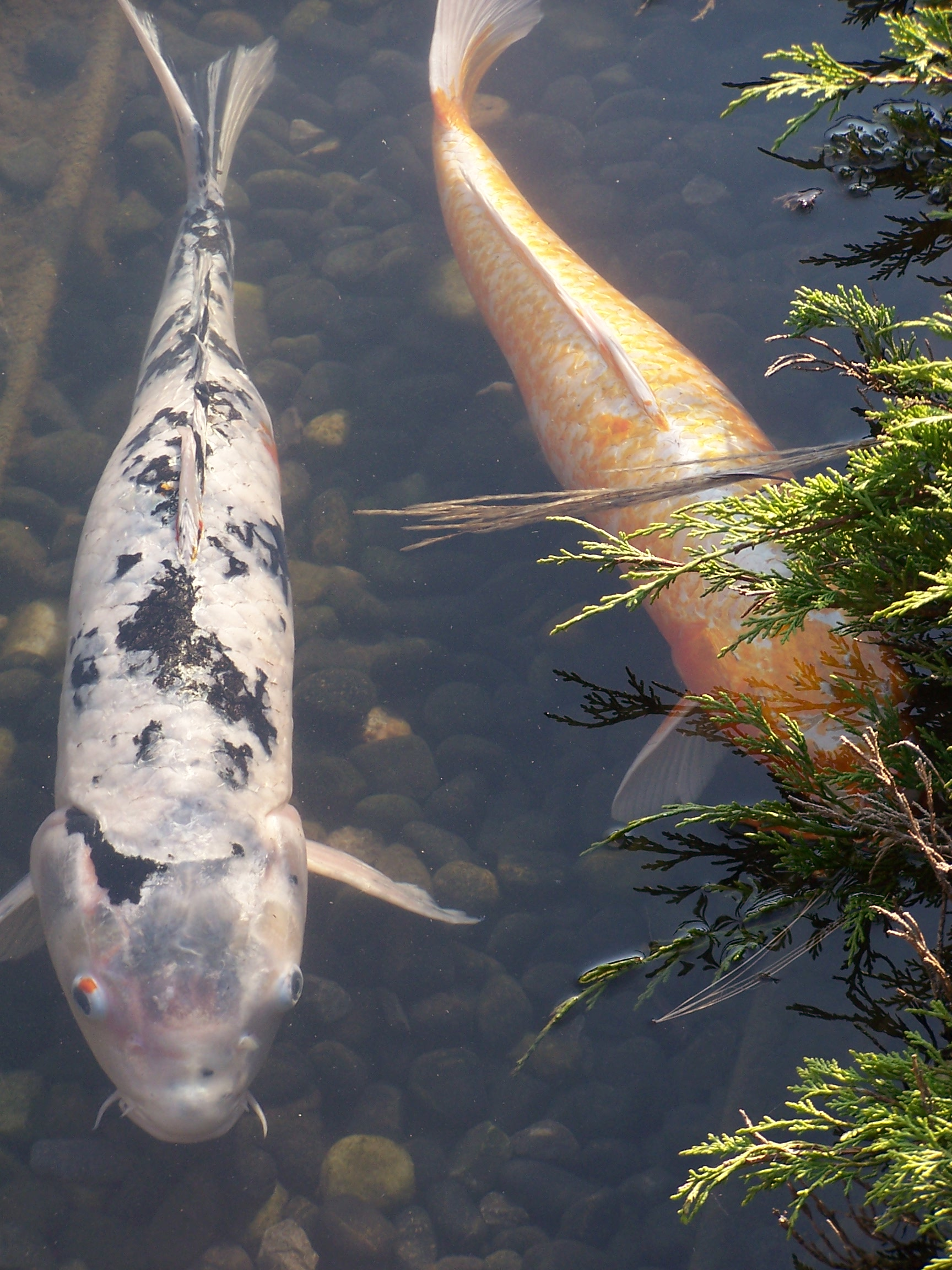
Bekko koi (links)

Net als de Utsurimono is de Bekko een tweekleurig Koi. De Shiro Bekko, vaak ook alleen Bekko genoemd, is een witte Koi met een zwart patroon. Als je het rood wegdenkt bij een Sanke, dan krijg je een Shiro Bekko. Het zwart mag niet op het hoofd voorkomen en ook niet onder de zijlijn. De borstvinnen mogen net als bij de Sanke een paar zwarte strepen bezitten. Een goede Bekko is redelijk zeldzaam.
Naast de Shiro Bekko bestaat er ook de Aka Bekko. Aka betekent rood, net als Hi. Alleen gebruiken we hier het Japans woord Aka en hebben we hier dus te maken met een rode Koi met een zwart patroon. Tot slot kennen we nog de Ki Bekko, een Bekko met een gele basiskleur.